# Jieldé
Jieldé est une marque française de lampes industrielles créée en 1950 par Jean-Louis Domecq (1920-1983).

## Histoire

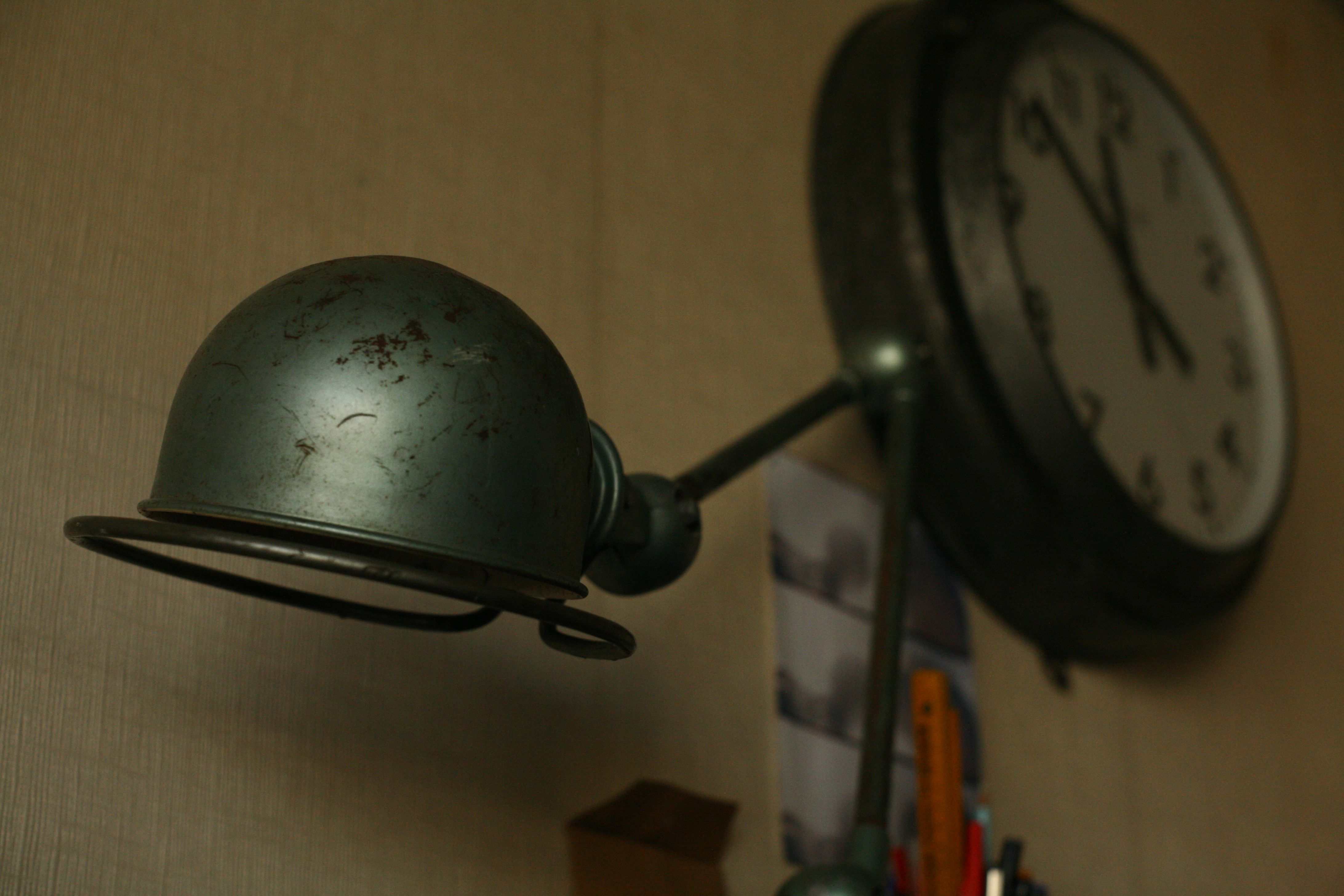
Lampe industrielle Jieldé.

Le nom Jieldé trouve son explication dans les initiales de ce dernier : "J", "L", "D" . Les lampes Jieldé, vouées à l'origine à une utilisation professionnelle dans les milieux industriels, sont aujourd'hui devenues des éléments de décoration. Leur fabrication se poursuit dans le 3e arrondissement de Lyon, puis est délocalisée à Saint-Priest.

### Années 1940-1950: création de la lampeLa Standard
Dans les années 1940, Jean-Louis Domecq, alors artisan et chef d'atelier, constate qu'il lui faudrait un luminaire adapté aux activités de son métier. Il commence alors à imaginer et à dessiner une lampe au bras articulé simple, robuste et dépourvue de fils dans les articulations.
En 1950, le projet se concrétise à travers un dessin finalisé de la lampe articulée. Sa liaison électrique est rendue possible par des contacts de cuivre, ce qui permet une rotation jusqu'à la limite mécanique de chaque articulation.
La production industrielle s'engage les années suivantes, en 1951 et 1952 et c'est en 1953 que Jean-Louis Domecq crée sa société de commercialisation Jieldé .
En 1961, La Standard devient populaire au-dessus des planches à dessin.

### Années 1980-2000: création de la lampeLa Signal

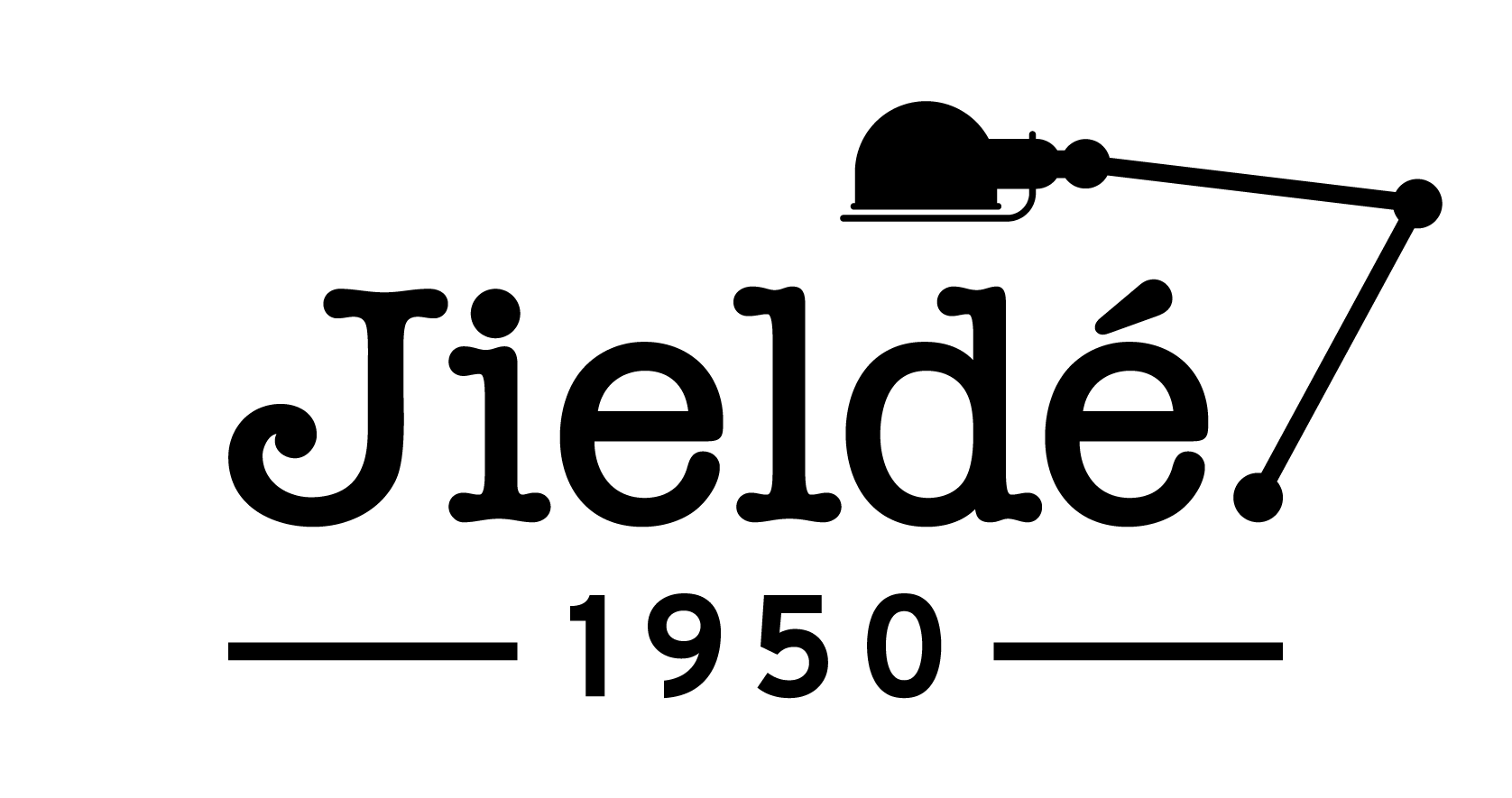
Logo.

Malgré la mort de son créateur en 1983, La Standard continue son chemin avec Marie-Françoise Domecq, la fille du créateur. Le luminaire va néanmoins voir son usage être détourné et repensé. De simple utilitaire, il devient alors un objet de décoration de style industriel et est renommé La Loft en 1987.
En 2002, l'entreprise Jieldé est cédée à Philippe Belier. En 2003, naît la lampe La Signal, une sorte de Loft au format réduit (échelle 2/3) et déclinée en 18 couleurs et différentes longueurs de bras articulés (de 25 à 80 cm).
En novembre 2023 Philippe Belier décède, la société est reprise par Bénédict BUISSON-CHAVOT-GUICHARD, architecte d'intérieur de formation.
Le luminaire Jieldé est devenu une icône du design français. Sa fabrication se poursuit à Saint-Priest et chaque lampe continue à porter un numéro unique, inscrit sur une petite « plaque fabricant » rivetée.